# Tempête Xaver
Pour les articles homonymes, voir Tempête (homonymie).
La tempête Xaver (DMI : Bodil, SMHI : Sven), est une tempête hivernale ayant frappé le nord de l'Europe. Des vents violents et de fortes précipitations ont touché le continent et des alertes météorologiques ont été diffusées.

## Origine du nom
Le nom le plus couramment utilisé pour désigner cette tempête dans les médias francophones est Xaver donné par l'université libre de Berlin, un nom qui avait auparavant été attribué à la tempête Berit de 2011. Bodil est le nom donné par l'Institut danois de météorologie.
La tempête est également connue sous plusieurs autres noms. En Pologne, elle est nommée Ksawery, nom équivalent à celui de Xaver dans le pays, l'institut suédois de météorologie lui attribue le nom de Sven, car elle y est passée pendant la journée calendaire de ce nom le 5 décembre. Aux Pays-Bas, la tempête est nommée « Sinterklaasstorm » (littéralement « tempête de la Saint-Nicolas »), d'après la célébration de Saint Nicolas le même jour dans le pays Les utilisateurs britanniques sur Twitter nomment la tempête par les hashtags #scotstorm, #Xaver et #UKstorm. Le European Windstorm Centre, une station locale lui attribue le nom de Cameron.

## Évolution météorologique

Animation montrant le déplacement de Xaver à travers le nord de l'Atlantique et l'Europe.

Un système dépressionnaire se forme le 4 décembre au large de la côte ouest islandaise et se développe durant la nuit. Le UK Met Office émet une alerte cyclonique en Écosse et dans la zone nord de l'Angleterre, où les vents ont atteint un pic de 145 km/h. Aux Pays-Bas, les provinces de  Frise, Groningue et de la Hollande-Septentrionale ont été placées en alerte rouge. Des vents de force 9 à 11 ont été prévus. Les régions d'IJsselmeer et de la Mer des Wadden sont également en alerte rouge. Des vents de force 12 sont attendus au Danemark.
En Suède, l'institut local de météorologie émet une alerte de niveau 2 pour le centre du pays à cause de fortes tombées de neige, notamment.

## Préparation
Des alertes rouges sont émises dans le nord-ouest de l'Allemagne à cause de vents violents à 137 km/h. Les météorologues allemands prévoient des dégâts similaires aux inondations de 1962 qui avaient causé 340 morts à Hambourg. La plateforme pétrolière Buchan Alpha, située au nord d'Aberdeen, est évacuée avant la venue de ce cyclone extratropical. La compagnie ferroviaire East Coast annonce l'immobilisation de ses trains. Scotrail (en) ne prévoit aucun train à partir de 7 h le 5 décembre et la fermeture d'une vingtaine de routes.
Les autorités des Pays-Bas avaient pris d'importantes mesures de précaution pour l'arrivée de la tempête qui menaçait d'être d'un force proche de celle de 1953 qui conjuguait une marée haute et des vents violents. En Belgique, diverses municipalités de la bande côtière ont également été mises en alerte et quelques milliers de personnes ont été évacuées préventivement.

## Impact
| Pays            | Morts               |
| --------------- | ------------------- |
| Suède           | 4 (dont 2 disparus) |
| Pologne         | 3                   |
| Danemark        | 2                   |
| Grande-Bretagne | 1                   |

La tempête Xaver a fait dix morts, causé de nombreux bris, coupé le courant à des centaines de milliers de foyers et perturbé les activités en Europe du Nord.

### Allemagne

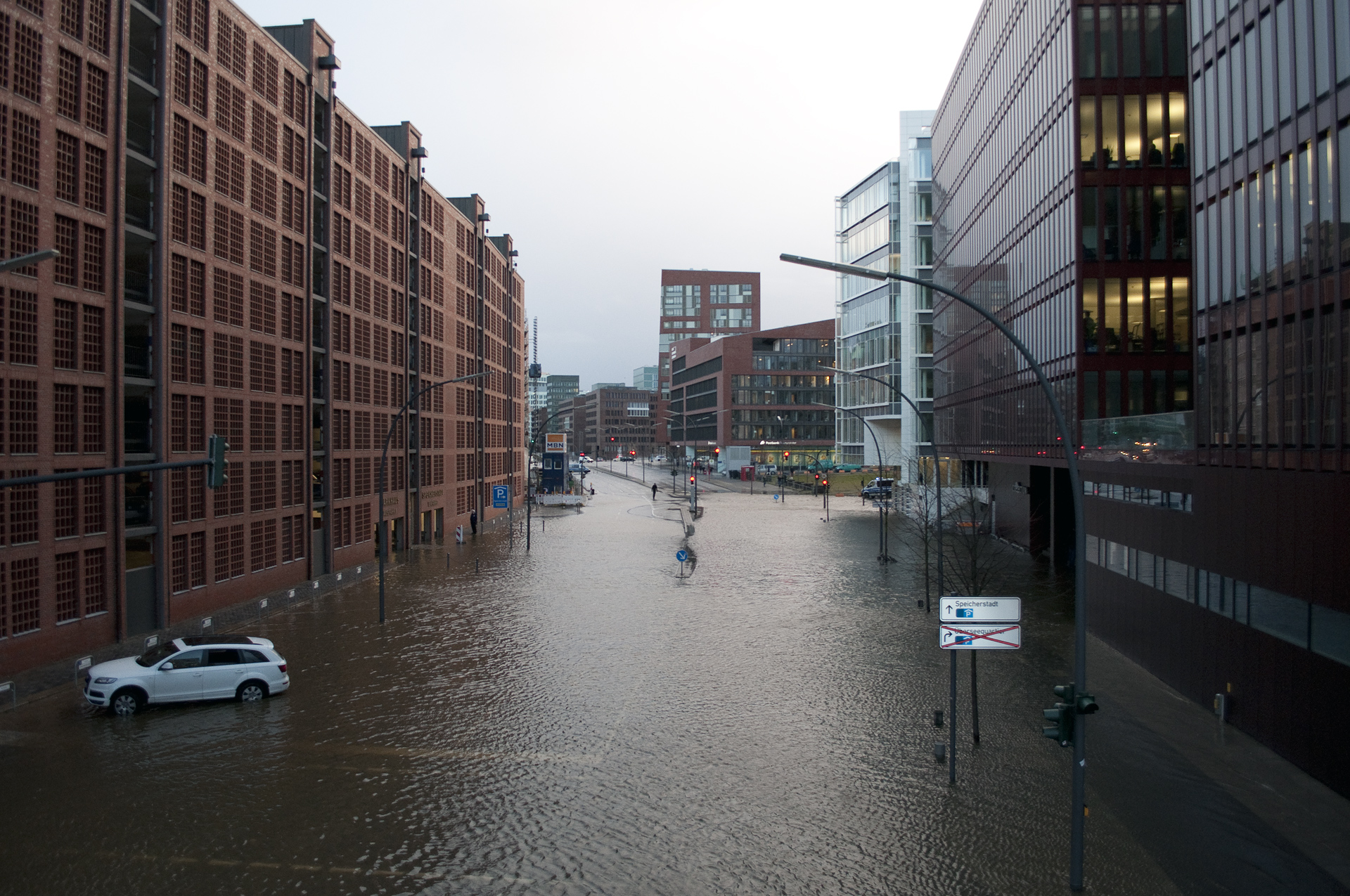
Inondations à Hambourg, en Allemagne.

À Hambourg, directement sur la trajectoire de Xavier durant la nuit du 5 au 6 décembre, le marché aux poissons et une bonne partie des quartiers du port furent inondés. La surcote à marée haute qui fut de 6,09 mètres peu après 5 h UTC, est cependant restée en dessous du niveau de la tempête exceptionnelle de 1976 (6,45 m) et les digues construites pour faire face à des eaux montant de 7,50 à 9 mètres ont tenu. Les pompiers de la ville ont indiqué avoir moins eu d’intervention à faire que lors de la tempête Christian de la fin octobre 2013. Les cours furent annulés le 5 décembre dans une bonne partie du nord de l’Allemagne et dans d’autres régions, comme Berlin, les absences scolaires ne furent pas sanctionnées. Les transports maritimes, aériens et ferroviaire furent durement touchés. La Deutsche Bahn a interrompu toutes ses liaisons ferroviaires passant par l’État régional du Schleswig-Holstein, frontalier du Danemark et des arbres tombés sur la voie ont interrompu brièvement la circulation des trains sur le tronçon Hanovre-Hambourg. 531 vols furent annulés au-dessus de l’Allemagne.
Du côté positif, les éoliennes allemandes ont produit 27 gigawatts entre 16 h et 17 h le 6 septembre, contre seulement 0,5 GW en début de semaine et 8 GW au début de la journée. Ces quantités sont l'équivalent de ce que peut produire 15 centrales nucléaires sur la même espace de temps. Durant la soirée, avec les vents soufflant à 130 km/h par moments, 40 % de la production électrique du pays a été générée par le parc éolien.

### Belgique
En Belgique, les digues et les sacs de sable ont résisté à la crue 6,33 mètres, la plus importante depuis des décennies. Une partie de la plage a été emportée par les vents forts mais selon les experts, tout va se rétablir petit à petit. Le vent et les marées vont ramener la dune selon Philip Konings, géographe. Les rafales importantes des jours précédents ont également engendré d’autres dégâts limités. En certains endroits la route de la côte a même dû être fermée.

### Pays-Bas
Aux Pays-Bas, des inondations ont touché Rotterdam et Dordrecht et un navire a perdu cinq conteneurs dans un bras de mer,. La compagnie aérienne KLM a annulé une vingtaine de vols pour la journée du 6 décembre. La hauteur des eaux a atteint 3,99 mètres en Zélande, le plus haut niveau depuis 1953. Les nombreux aménagements permettant de faire face à une éventuelle catastrophe ont permis de limiter les dégâts.

### France
Les vents de Xaver se sont avérés moins forts que prévu sur le littoral nord de la France près de Dunkerque. La surcote maximale, observée à marée basse à Dunkerque a été de l’ordre de 2,40 mètres mais d'autres écarts importants entre les hauteurs d'eau observées et hauteurs d'eau prédites ont été mesurés à Calais et Boulogne-sur-Mer. Les évacuations de eaux de pluie à la mer n’ont pu être effectuées normalement par l’ouvrage Tixier, un niveau inhabituel d’eau a été constaté par exemple dans la Colme à Hoymille. Certaines interrogations ont été émises sur l'effet de submersion qu'auraient pu causer des inondations affectant la centrale nucléaire de la région si la tempête avait été plus violente.

### Grande-Bretagne
Des pointes de vent à 225 km/h ont été observées. Le barrage sur la Tamise près de Londres devait être fermé deux fois en deux jours pour protéger la capitale. Quelque 10 000 foyers ont été évacués sur la côte est: 9 000 dans le Norfolk et 1 000 dans l'Essex.
Un chauffeur de poids lourds fut tué dans un accident de la route en Écosse et un homme en chaise roulante fut écrasé par la chute d’un arbre en Angleterre.

### Pologne
Dans le nord de la Pologne, les vents ont atteint 120 km/h. Xaver a tué trois personnes et une quatrième fut blessée quand un arbre abattu par des rafales de vent est tombé sur leur voiture à Poraj. Deux autres sont mortes ailleurs dans le nord du pays. Près de 400 000 habitations furent privées d’électricité.
Les quantités de neige furent importantes, perturbant le trafic routier. Les pompiers ont procédé à plus d'un millier d'interventions à travers le pays : par exemple à Skotnik, dans le nord-ouest du pays une ligne électrique est tombée sur une étable tuant 26 vaches.

### Pays Scandinaves
Environ 50 000 foyers ont été privés de courant en Suède. Une personne est morte à la suite de la chute d'un arbre dans le sud du pays et une femme âgée a été retrouvée morte dans la neige, près de son appartement, dans le nord. Deux marins philippins furent éjectés par les vents hors d’un bateau immatriculé aux Pays-Bas passant dans le sud de la Suède. Portés disparus, les recherches pour tenter de les retrouver vivants furent infructueuses. Tout le trafic des trains fut interrompu dans le sud de la Suède jusqu’au 7 décembre et plusieurs lignes de traversiers (ferry) furent suspendues.
Au Danemark, une septuagénaire a péri après que sa camionnette fut renversée par une bourrasque de vent,.